# Cucumbi carnavalesco

Le cucumbi carnavalesco est un ancien groupe composé de fêtards socialement reconnus comme noirs. Depuis la seconde moitié du XIXe siècle, la présence de groupes de cucumbi (pt) est constatée dans les rues de Rio de Janeiro pendant les jours de carnaval. Ayant besoin d'une autorisation policière pour défiler, ces groupes, composés majoritairement de noirs, profitèrent de la libéralité caractéristique de la période carnavalesque pour obtenir les autorisations nécessaires à leurs représentations.
Les premiers cucumbis à se produire pendant le carnaval ont conservé leur organisation d'origine. Mais peu à peu, les rencontres avec les différents groupes carnavalesques qui descendaient dans les rues de Rio de Janeiro ont fini par inspirer de nouvelles formes de présentation. C'est ainsi que sont nés les cucumbis carnavalescos.
Felipe Ferreira, dans son livre Inventando Carnavais, aborde le sujet et met en avant quelques citations de la presse :
- Le Diario de Noticias (pt) du 8 mars 1883 inclut les cucumbis parmi les groupes qui se produisaient pendant le carnaval.

- Le Jornal do Commercio du 14 février 1888 décrit ainsi la présentation d'un cucumbis carnavalesco :

« (...) devant se trouvaient quelques membres, habillés en indiens, qui effectuaient des manœuvres folles, parfois allongés par terre pour entendre ce qui se passait au loin. Au centre du groupe se trouvait la reine, recouverte d'un grand manteau dont les extrémités étaient retenues par deux Cucumby. Ils se sont arrêtés devant les journaux, ont chanté et dansé à la manière africaine. »

La valorisation — y compris touristique — de la présence des cucumbis dans le carnaval de Rio est illustrée par le texte publié dans le Jornal do Commercio du 20 juin 1892 sur la tournée de la Sociedade Iniciadora Cucumbys Carnavalescos :

« Grâce à eux, le carnaval ne disparaîtra certainement jamais. Ils sont constants et toujours intéressants avec leurs tambours et leurs danses originales, qui intéressent peu nous qui sommes habitués à les voir, mais curieux des étrangers. »

Les cucumbis carnavalescos, avec leurs instruments à percussion, leurs rythmes, leurs costumes d'indiens et de nobles et leurs animaux vivants ou empaillés, se transformeront, au début du XXe siècle, en ce qui sera plus tard défini comme un cordon de carnaval,.